# Karmen Bašić
Karmen Bašić (Zagreb, 25. lipnja 1943. – Almati, 22. ožujka 1999.), hrvatska autorica i prevoditeljica. 
Diplomirala germanistiku i anglistiku na Filozofskom fakultetu u Zagrebu. Još za studija počela je prevoditi te je objavila više studija i prijevoda s područja književnosti, sociologije, filozofije. Godine 1969. pridružila se projektu istraživanja interkulturalnih veza Indije i srednjovjekovnih političkih zajednica na južnoslavenskom području. U sklopu tog projekta objavila je zapažen rad Putnici u Indiju iz naših krajeva. U razdoblju od 1971. do 1974. boravila je, u sklopu programa kulturne razmjene u Indiji gdje je kao lektorica predavala hrvatski jezik na Odsjeku za suvremene evropske jezike Sveučilišta u New Delhiju.
Po povratku u Zagreb počinje raditi u Nacionalnoj i sveučilišnoj knjižnici, a 1980. počela je raditi u Republičkom zavodu za međunarodnu tehničku suradnju u svojstvu savjetnice. Usporedo s tim, između 1982. i 1984. vodila je Sekciju za orijentalistiku pri Hrvatskom filološkom društvu. 1992. godine preuzima funkciju koordinatorice programa, odnosno izvršne direktorice u Zakladi Otvoreno društvo Hrvatska (kasnije Institut Otvoreno društvo).